# Józef Jasiński (1828–1898)
Józef Jasiński (lub Jasieński) herbu Topór (ur. 30 stycznia 1828 w Rozwadowie, zm. 11 czerwca 1898 w Krakowie) – prawnik, sędzia, polityk i poseł do galicyjskiego Sejmu Krajowego i austriackiej Rady Państwa

## Życiorys
Ukończył Liceum w Przemyślu (1848) oraz studiował prawo na uniwersytetach w Krakowie (1848–1850) i Wiedniu (1850–1852).
Od 1853 pracował w sądownictwie galicyjskim. Najpierw jako praktykant, od 1854 auskultant w Sądzie Okręgowym w Rzeszowie, następnie adiunkt w Sądzie Okręgowym w Samborze (1855–1858) – w latach 1857–1858 oddelegowany do prokuratury w Samborze. Był adiunktem w starostwach powiatowych w Bóbrce (1858–1862), Birczy (1863–1864) i Gródku Jagiellońskim (1865–1866). Następnie sędzia powiatowy w Krośnie (1867–1870) oraz radca sądowy w Sądzie Obwodowym w Złoczowie (1870–1872) w Sądzie Krajowym we Lwowie (1872–1881) i Wyższym Sądzie Krajowym (1881–1886). Prezes Sądu Okręgowego w Krakowie (1886–1896). W 1896 przeszedł w stan spoczynku. Członek Komisji dla teoretycznych egzaminów państwowych z zakresu prawa we Lwowie (1880–1886).
Członek i działacz Galicyjskiego Towarzystwa Kredytowego Ziemskiego, prezes oddziału Śniatyn-Kosów (1870–1873), w latach 1870–1871 delegat do Zgromadzenia Ogólnego.
Poseł do Sejmu Krajowego Galicji III kadencji (20 sierpnia 1870 – 26 kwietnia 1876) wybrany w IV kurii (gmin wiejskich), z okręgu wyborczego nr 56 (Dukla-Krosno-Żmigród) oraz IV kadencji (8 sierpnia 1877 – 21 października 1882), wybranym w kurii I (wielkiej własności) w obwodzie nr 8 (sanockim).
Był także posłem do austriackiej Rady Państwa III kadencji (15 września 1870 – 10 sierpnia 1871), IV kadencji (27 grudnia 1871 – 21 kwietnia 1873), V kadencji (4 listopada 1873 – 22 maja 1879), VI kadencji (7 października 1879 – 23 kwietnia 1885), VII kadencji (22 września 1885 – 1 lipca 1887). W kadencjach III–IV był wybierany z kurii IV (gmin wiejskich) w okręgu wyborczym (Sanok-Rymanów-Bukowsko-Lesko-Baligród-Lutowiska-Dobromil-Ustrzyki-Bircza-Dubiecko-Brzozów-Dukla-Krosno-Żmigród), w kadencja V-VII w kurii IV z okręgu wyborczego nr 10 (Jasło-Frysztak-Gorlice-Krosno-Żmigród-Dukla). W kadencji VII zrezygnował z mandatu po otrzymaniu nominacji na prezesa Sądu Okręgowego – na jego miejsce wybrano w wyborach uzupełniających 14 października 1887 Augusta Lewakowskiego. W parlamencie był członkiem Koła Polskiego w Wiedniu.
Pochowany został na cmentarzu Rakowickim.

## Odznaczenia i wyróżnienia
Otrzymał honorowe obywatelstwo Jasła. Odznaczony Orderem Leopolda i Komandorią Orderu Franciszka Józefa.

## Życie prywatne
Urodził się w rodzinie ziemiańskiej, syn Jerzego (1789–1848). W 1860 ożenił się Marią z domu Żakiej (1841-1930). Mieli dwie córki i syna Zygmunta Jasieńskiego (1871-1932).